# Конте Марио Марко дел Тинторето
Маринко Биџић, познатији као Конте Марио Марко дел Тинторето је измишљени лик из телевизијске серије Срећни људи и филма Срећни људи: Новогодишњи специјал. Лик је измислио Синиша Павић, а тумачио Властимир Ђуза Стојиљковић.

## Биографија
Рођен је као Маринко Биџић у Медвеђи. Касније се сели у Италију где је вероватно џепарио и бавио се провалама, што смо могли да видимо и током серије када је више пута покушао да џепари по јавном превозу и на улици, а са собом је носио и алат за обијање брава. Склон преварама и манипулацијама, успео је да убеди старог грофа Тинторета да га усвоји непосредно пре него што је умро и тиме постао гроф. Доказе о свом пореклу је куповао по бувљацима у Италији и користи сваку прилику да истакне како припада елити. У неком тренутку, највероватније у Италији је упознао Малину Војводић. По повратку у Србију, Марио проваљује у њену кућу и покушава да обнови љубавне односе са Малином, што она са гнушањем одбија јер зна све о њему и његовој прошлости. 
После површинске ране, коју је сам себи нанео пуцањем из пиштоља, гроф завршава у болници где покушава да изгради однос са главном медицинском сестром Антонијом. По изласку из болнице, Марио и Антонија отпочињу везу. Марко вешто лаже како је богат, утицајан, да има дворац у Италији, а у ствари искоришћава Антонију да би му она уступила стан, као и да би крао новац из њене ташне и имао где да руча. 
У међувремену, мафијаш Озрен Солдатовић сумња како иза напада на њега стоји италијанска мафија, чији је члан наводно и гроф Тинторето. Да би склопио мир са њима, Озрен позива Мариа на ручак и даје му пун кофер новца под условом да гроф напусти земљу и никада се не врати. Марио узима новац којим враћа дуг хотелу у коме је боравио и платио рачуне у Малинином бутику. Проси Антонију и изводи њу и њену породицу у нов Малинин ресторан. Смишља изговоре како мора хитно да телефонира са пословним партнерима из Рима, а у ствари одлази у коцкарницу где губи сав новац, па чак и бунду коју је пре тога поклонио Антонији и бежи на споредни излаз.
На крају завршава на “Ранчу проклетих“ као нови Цанин љубавник, где тотално избацује италијански језик и титулу и представља се као Маринко, музички уметник. Пред дочек нове године, одлази да набави улазнице за њега и Цану, када налеће на Шћепана Шћекића и краде његов новчаник пун девиза. Решен да се никада више не врати Цани, одлази у хотел, али у ходнику случајно среће Антонију и брзо се крије у женском тоалету. Након Антоније, у тоалет улази и Шћепанова нова супруга Заза и вришти. Шћепан јури Маринка кроз хотел и сустиже га у кухињи, где је решен да га пребије због украденог новчаника. Раздваја их Чарли и користећи своју магију, враћа Шћепану новчаник у џеп. Маринка је такође запазио и Озрен, убеђен да му је италијанска мафија поставила бомбу у торту. Приморава Маринка да узме торту и однесе је. Поново без новца, Маринко се враћа Цани, али овог пута с тортом.